# Julio Salazar Monroe
Julio Rolando Salazar Monroe (Lima, 11 de febrero de 1935-Lima, 8 de mayo de 2024) fue un militar peruano que ostentó el grado de general de división del Ejército del Perú. Fue ministro de Defensa durante el gobierno de Alberto Fujimori y jefe del Servicio de Inteligencia Nacional del Perú. Fue procesado junto con Alberto Fujimori, Vladimiro Montesinos y Nicolás Hermoza Ríos por las masacres realizadas en Barrios Altos y la Cantuta por el Grupo Colina.

## Biografía
Realizó sus estudios en la Escuela Militar de Chorrillos y se graduó el 1 de enero de 1958 como Alférez de Artillería integrante de la 60 Promoción Coronel Ricardo O´Donovan. Durante su carrera profesional, ha prestado servicios en diversas guarniciones del Perú, como Tumbes, Tacna, Trujillo, Puerto Maldonado y Lima. Realizó estudios en el Centro de Altos Estudios Militares y cursos de Inteligencia en la Escuela de Inteligencia, Curso de Paracaidismo y Maestro de Salto, ambos en la Escuela de Paracaidismo del Ejército.
En enero de 1991, fue nombrado jefe del Servicio de Inteligencia Nacional, organismo de seguridad dependiente de la Presidencia del Consejo de ministros, aunque el cargo era nominal, pues Vladimiro Montesinos era el verdadero jefe de facto, pero su posición privilegiada le permitía tener acceso a información crucial. Durante su gestión se formó en el Ejército un destacamento militar, Grupo Colina, que cometió delitos de homicidio calificado y secuestro al asesinar selectivamente a personas sindicadas, sin pruebas, de pertenecer a los grupos terroristas Sendero Luminoso y MRTA. 
En agosto del año 2000, fue nombrado embajador del Perú en Venezuela. Sin embargo, Amnistía Internacional y otras organizaciones de Derechos Humanos señalaron a Salazar como presunto responsable de los casos de matanzas y torturas. Tras meses de tensión y con la embajada vacante, el Gobierno peruano nombró a Luis Marchand Stens como embajador en febrero de 2001.
En el año 2000, se procedió a acusar y juzgar a Salazar Monroe por los delitos de homicidio calificado y secuestro. En abril de 2008, fue condenado a treinta y cinco años de prisión por violación a los derechos humanos.
En julio de 2012, la Sala Penal Permanente de la Corte Suprema de Justicia rebajó la sentencia de Salazar Monroe junto con las de Vladimiro Montesinos, Nicolás Hermoza Ríos y los miembros del Grupo Colina como responsables de las matanzas de Barrios Altos y la Cantuta, debido al escándalo que se produjo al conocerse que el jefe máximo del grupo terrorista Movimiento Revolucionario Túpac Amaru, Víctor Polay Campos, había recibido una condena más baja que Salazar: treinta y dos años de cárcel. Un sector criticó la decisión de la justicia y llevó el caso a la Corte Interamericana de Derechos Humanos, que en septiembre del mismo año recomendó que se anulara el fallo.

## Caso la Cantuta
En julio de 1992, miembros del Servicio de Inteligencia del Ejército (SIE) y la Dirección de Inteligencia del Ejército (DINTE), en su mayoría miembros del Grupo Colina, irrumpieron en las casas de los estudiantes y profesores de la Universidad Enrique Guzmán y Valle, más conocida como la Cantuta. Un profesor universitario y nueve estudiantes, fueron secuestrados y desaparecidos por este destacamento militar. Los supuestos vínculos de las víctimas con el terrorismo son sugeridos en los libros Muerte en el Pentagonito (Ricardo Uceda), El reino del espanto (Álvaro Vargas Llosa) y El caso la Cantuta (Efraín Rúa). Sin embargo, en el juicio a Alberto Fujimori, quedó establecido que no pertenecían a ninguna organización terrorista ni existían pruebas que lo demuestren. También se han difundido testimonios de exalumnos y exprofesores de la Cantuta en ese mismo sentido que se han protegido en el anonimato por seguridad.
Un sector de la prensa peruana afirmó que Salazar Monroe y otros se reunieron unos meses antes para elaborar y aprobar la ejecución de la operación llamada Secuestro, con la intención de secuestrar y ejecutar ilegalmente a «un grupo de individuos» de la Universidad Enrique Guzmán y Valle. Pero esto nunca fue probado en el juicio. En diciembre de 1993, se presentaron cargos contra varios oficiales del Ejército peruano en relación con la matanza de la Cantuta. En junio de 1995, se dio una ley de amnistía que fue llamada ley Cantuta por algunos sectores y que ordenaba la liberación de todos los oficiales policiales, soldados y civiles presos o acusados por crímenes civiles o militares durante la lucha antiterrorista. Con esta medida se buscó compensar el perdón masivo que le otorgó el Estado a unos ocho mil terroristas que fueron exonerados de toda acusación penal a cambio de entregarse y de renunciar públicamente a sus organizaciones criminales.

## Fallecimiento
El 8 de mayo de 2024, se confirmó el fallecimiento de Julio Salazar Monroe a los 89 años mientras permanecía custodiado por las masacres de la Barrios Altos y la Cantuta.